# Dagny-Lambercy

Dagny-Lambercy este o comună în departamentul Aisne din nordul Franței. În 1 ianuarie 2022 avea o populație de 125 de locuitori.